# Yan Dhanda
Yan Dhanda (* 14. Dezember 1998 in Birmingham) ist ein englischer Fußballspieler auf der Position eines offensiven Mittelfeldspielers und Flügelspielers.

## Vereinskarriere

### Über West Bromwich zum FC Liverpool
Yan Dhanda wurde am 14. Dezember 1998 als Sohn indischstämmiger Eltern in der Großstadt Birmingham geboren und begann seine Karriere beim unterklassigen Lokalklub Tipton Town, bei dem er von Scouts der lokalen Klubs der Umgebung angesprochen wurde, und zu Probetrainingseinheiten überredet wurde. Ab dem Jahre 2008 spielte er für West Bromwich Albion, nachdem er bereits beim FC Walsall, bei Aston Villa und bei Birmingham City und kurzzeitig auch bereits bei West Bromwich erste Erfahrungen im Vereinsfußball gesammelt hatte. 2010 tat sich für ihn nach guter Leistung beim U-11-Turnier der Search For The Next Chelsea FC Asian Star, einer Initiative des FC Chelsea, um asiatische Spieler zu engagieren, ein Probetraining an der Stamford Bridge auf; das Angebot der Blues wurde allerdings abgelehnt, um bei den Baggies zu bleiben. Nachdem er bei West Bromwich fünf Jahre lang diverse Nachwuchsspielklassen durchlief, erhielt er im Jahre 2013 eine Einladung von Brendan Rodgers zum FC Liverpool zu wechseln. Nach der Annahme dieses Angebots kam der 14-Jährige anfangs in der U-15-Mannschaft der vereinseigenen Akademie zum Einsatz und besuchte parallel dazu die Schule in Rainhill, etwa neun Meilen von der Liverpool-Akademie entfernt. Bereits in diesem Alter wurde er bei den Asian Football Awards, die im Wembley-Stadion verliehen wurden, in der Kategorie Up and Coming Asian Player of the Year nominiert und in weiterer Folge mit diesem Preis ausgezeichnet.
In der UEFA Youth League 2014/15 saß Dhanda bereits in zwei Partien der Liverpooler auf der Ersatzbank, kam von dieser allerdings nicht zum Einsatz. 2015/16 absolvierte er außerdem bereits zwei Spiele in der sogenannten Professional U21 Development League und war auch in zumindest einem Spiel des FA Youth Cups im Einsatz. Wenige Tage nach seinem bzw. anderen Quellen zufolge an seinem 17. Geburtstag unterschrieb er im Dezember 2015 seinen ersten Profivertrag, der eine Laufzeit von zweieinhalb Jahren aufwies. Am 15. August 2016 startete der 17-Jährige in die Professional U18 Development League, umgangssprachlich U18 Premier League genannt, und steuerte bei diesem 4:0-Sieg über die Alterskollegen der Blackburn Rovers eine Torvorlage zu Liam Millars drittem Treffer in dessen Debütspiel bei. Bereits bei seinem zweiten Meisterschaftseinsatz, einem 2:1-Auswärtssieg über Manchester United erzielte er beide Treffer seiner Mannschaft. In weiterer Folge avancierte er zu einem der Stammspieler der Liverpooler und war in 19 von 22 möglich gewesenen Ligaspielen auf dem Spielfeld, wobei er auf eine Bilanz von sieben Treffern und acht Torvorlagen kam. Bemerkenswert war hierbei unter anderem auch der 3:1-Auswärtserfolg über Newcastle United, als Dhanda die Vorarbeit zu allen drei Toren seines Teams leistete. Als Drittplatzierter in der North Division qualifizierte sich der FC Liverpool nach dem ersten Durchgang für die Gruppe 1 des zweiten Meisterschaftsphase. Bei den sieben Spielen seiner Mannschaft war der gebürtige Birminghamer lediglich im ersten im Einsatz und wurde mit dem Team, trotz eines verhältnismäßig guten Starts, am Ende Achter und damit Letzter der Gruppe 1. Des Weiteren brachte es der junge Offensivakteur in dieser Saison auch auf zwei Kurzeinsätze in der Professional U23 Development League, der umgangssprachlichen U23 Premier League bzw. Premier League 2.
In ebendieser Liga brachte es Dhanda als regelmäßig eingesetzter Spieler zu 18 von 22 möglichen Einsätzen, wobei die Positionen, auf denen er von Neil Critchley eingesetzt wurde, oftmals variierten. Bei seinen 18 Einsätzen kam er fünf Mal zum Torerfolg und machte eine Torvorlage. Bereits Mitte der Saison überzeugte er Jürgen Klopp, den Trainer der Profimannschaft, bei einem Trainingslager in La Manga mit seiner Leistung und wurde zusammen mit Conor Masterson an den Profikader herangeführt. Mit der U-23-Mannschaft beendete er die Saison in weiterer Folge mit zwei Punkten Rückstand auf die Reserve des FC Arsenal auf dem zweiten Platz der Division 1 der Premier League 2.

### Wechsel in den Profifußball
Nachdem es lange so aussah, als ob Dhanda der erste indischstämmige Profispieler des FC Liverpool werden könnte – immerhin war er der erste indischstämmige Spieler, der jemals einen Profivertrag beim FC Liverpool unterzeichnet hat –, wechselte der 19-Jährige im Mai 2018 zum Premier-League-Absteiger Swansea City, wo er anfangs in deren U-23-Mannschaft Spielpraxis sammeln sollte. Eine Verlängerung seines im Sommer 2018 auslaufenden Vertrages bei Liverpool lehnte er ab; vor allem, da er meinte, bei Liverpool keine Chance bekommen zu haben. Bei Swansea unterfertigte er einen Zweijahresvertrag und fiel anschließend bei der Vorbereitung auf die EFL Championship 2018/19 positiv auf, sodass er beim Saisonauftakt, einem 2:1-Auswärtssieg über Sheffield United sein Profidebüt feierte. Trainer Graham Potter setzte ihn ab der 85. Spielminute als Ersatz für Jay Fulton im zentralen Mittelfeld ein; bei der ersten Ballberührung erzielte Dhanda wenige Sekunden später nach einer Vorlage von Barrie McKay den 2:1-Siegestreffer.
Am 21. Juni 2022 unterschrieb Dhanda einen Zweijahresvertrag beim schottischen Erstligisten Ross County. Im Januar 2024 unterschrieb Dhanda einen Vorvertrag bei Heart of Midlothian.

## Nationalmannschaftskarriere
Erste Erfahrungen in einer Nachwuchsnationalmannschaft des englischen Fußballverbandes sammelte Dhanda im Jahre 2014, als er erstmals in den U-16-Kader Englands beordert wurde und er am Turnier von Montaigu teilnahm. Noch im gleichen Jahr nahm er mit der englischen U-17-Nationalmannschaft an der nordischen U-17-Fußballmeisterschaft teil und debütierte am 28. Juli 2014 bei einem 5:1-Sieg über die Alterskollegen aus Island. Dabei erzielte er in der 25. Spielminute den 1:0-Führungstreffer seines Teams. Des Weiteren wurde er vom U-17-Nationaltrainer Dan Micciche in den nachfolgenden Länderspielen gegen Finnland, Schweden und Dänemark eingesetzt, wobei die Engländer all diese Partien verloren. Bis dato (Stand: 13. August 2018) wurde Dhanda in keinen weiteren Länderspielen mehr eingesetzt. Aufgrund seiner indischen Abstammung wäre der junge Offensivspieler auch für eine Nationalauswahl des indischen Fußballverbandes spielberechtigt.